# Малий Утяш
Малий Утя́ш (рос. Малый Утяш, башк. Бәләкәй Үтәш) — присілок у складі Гафурійського району Башкортостану, Росія. Входить до складу Зілім-Карановської сільської ради.
Населення — 122 особи (2010; 134 в 2002).
Національний склад:
- башкири — 98%